# نيلسون ر. نورتن
نيلسون ر. نورتن (بالإنجليزية: Nelson R. Norton)‏ هو سياسي أمريكي، ولد في 1809. حزبياً، نشط في الحزب الديمقراطي. وقد انتخب عضو جمعية ولاية ويسكونسن.